# Cernove, Berezivka
Cernove (în ucraineană Чернове) este localitatea de reședință a comunei Andrievo-Ivanivka din raionul Berezivka, regiunea Odesa, Ucraina.

## Demografie
Componența lingvistică a localității Andrievo-Ivanivka
     Ucraineană (95,74%)
     Rusă (1,95%)
     Română (1,77%)
     Alte limbi (0,24%)
Conform recensământului din 2001, majoritatea populației localității Andrievo-Ivanivka era vorbitoare de ucraineană (95,74%), existând în minoritate și vorbitori de rusă (1,95%) și română (1,77%).